# Roseline Ngo Leyi
Roseline Ngo Leyi est une joueuse de handball française née le 27 avril 1993 à Paris, évoluant au poste de pivot au CJF Fleury Loiret Handball.

## Biographie
Roseline Ngo Leyi effectue sa formation à Metz Handball durant trois saisons et intègre l'équipe première avec laquelle elle dispute notamment des rencontres de coupe d'Europe. En 2013, elle est championne de France et finaliste de la coupe EHF. Barrée à son poste par Nina Kanto et Yvette Broch, elle n'est pas conservée à la fin de la saison 2012-2013et rejoint alors Achenheim Truchtersheim, alors en 2e division.
À l'été 2014, elle s'engage avec Fleury Loiret avec lequel elle remporte la finale de la coupe de la Ligue 2015 contre Mios Biganos-Bègles.
Après deux saisons dans le Loiret, elle rejoint Saint-Amand à l'été 2016. Le club est promu en première division pour la saison 2018-2019.

## Palmarès

### En équipe nationale
championnat d'Afrique des nations
- troisième du championnat d'Afrique des nations 2018 avec la  RD Congo

Jeux africains
- Médaille de bronze des Jeux africains de 2019

autres
- 10e place du championnat d'Europe junior en 2011[7] avec la  France
- 4e place au championnat du monde jeunes en 2010[8],[9] avec la  France

### En club
compétitions internationales
- finaliste de la coupe EHF en 2013 (avec Metz Handball)
- finaliste de la coupe d'Europe des vainqueurs de coupe en 2015 (avec Fleury Loiret)

compétitions nationales
- championne de France en 2013 (avec Metz Handball) et 2015 (avec Fleury Loiret)
- vainqueur de la coupe de la Ligue en 2015 (avec Fleury Loiret)